# Nyolcfajta tudatosság
A nyolcféle tudatosság (szanszkrit: álaja-vidzsnyána) a buddhista jógácsára iskola osztályozása, amelyben felsorolják az öt érzékszerv tudatosságát (szem-tudatosság, fül-tudatosság, orr-tudatosság, nyelv-tudatosság, test-tudatosság), kiegészítve a tudat tudatosságával, az öntudat tudatosságával és a raktározó tudatossággal. Ez utóbbi az alapja az első hét tudatosságnak.

## Az elsődleges tudatosság nyolcrétű hálózata
Az összes ma is létező buddhista iskola elfogadja az elsődleges tudatosság első hat fajtáját (szanszkrit: vidzsnyána, tibeti: རྣམ་ཤེས་, wylie: rnam-shes). A Maitréjával, Aszangával és Vaszubandhuval beazonosított jógácsára iskola egyedüli módon további két elsődleges tudatosság létezését is állítja: klistamanasz és álajavidzsnyána. Eszmerendszerükben ez utóbbi kettő is fontos szerepet játszik a karma működésében. Az elsődleges tudatosság első hat fajtájába tartozik az öt érzékszervi tudatosság és hatodikként a mentális tudatosság. Gareth Sparham szerint az álaja-vidzsnyána tana az indiai szubkontinensről származik, Congkapa, a tibeti buddhizmus reformátora előtt mintegy ezer évvel. A mahájána irányzathoz tartozó jógácsára mintegy háromszáz év alatt fejlődött ki, 100 és 400 között. Az iskola legfontosabb szövegét Aszanga írta 350 körül Mahájána-szamgraha címmel, amely magába foglalja az álaja-vidzsnyána tanait.
A tibeti gelug iskola modern tudósai szerint az álaja-vidzsnyána csak a jógácsára filozófiai tanrendszerében szerepel, jóllehet a tibeti buddhizmus többi iskolája szerint azt az elméletet több madhjamaka iskola is elfogadja.
A következő táblázat az elsődleges tudatosság jógácsára-féle nyolcrétű hálózatát próbálja bemutatni:
| Alcsoportok | Tudatosság neve                                   | Tudatosság neve                                 | Tudatosság neve                                   | Tudatosság neve     | Társított nem-statikus jelenségek a cselekedet három körének értelmében | Társított nem-statikus jelenségek a cselekedet három körének értelmében                                                         | Társított nem-statikus jelenségek a cselekedet három körének értelmében |
| Alcsoportok | Magyar                                            | Szanszkrit                                      | Tibeti                                            | Kínai               | Fizikai forma                                                           | Kogníció típusa | Kognitív szenzor                                                        |
| I. – VI. A hat általános tudatosság mindegyike – szanszkrit nyelven pravṛtti-vijñāna – az érvényes egyenes kogníció értelmezése szerint történik, kizárólag a testi érzékszervek által érzékelt szenzoriális adatbevitelre vonatkozóan. A hat tudat kettős osztályozásnak a páli kánon Szutta-pitaka gyűjteményének első négy nikájájából (gyűjtemény kosár) ered, amelyet a théraváda iskola negyedik zsinatakor írtak i.e. 83-ban Srí Lankán. Egyenként vagy összességében: ez az első hat, ún. "általános" tudatosság szerepel – egyöntetűen – minden mai buddhista irányzat tanrendszerében. |                                                   |                                                 |                                                   |                     |                                                                         | |                                                                         |
| I. Szem-tudatosság | csaksur-vizdsnyána                                | ༡ tibeti: མིག་གི་རྣམ་ཤེས་, wylie: mig-gi rnam-shes  | kínai: 眼識                                       | Kép(ek)             | Látás                                                                   | Szemek |                                                                         |
| II. Fül-tudatosság | srotra-vidzsnyána                                 | ༢ tibeti: རྣའི་རྣམ་ཤེས་, wylie: rna’i rnam-shes     | kínai: 耳識                                       | Hang(ok)            | Hallás                                                                  | Fülek |                                                                         |
| III. Orr-tudatosság | ghrana-vidzsnyána                                 | ༣ tibeti: སྣའི་རྣམ་ཤེས་, wylie: sna’i rnam-shes     | kínai: 鼻識                                       | Szag(ok)            | Szaglás                                                                 | Orr |                                                                         |
| IV. Nyelv-tudatosság | dzsihva-vidzsnyána                                | ༤ tibeti: ལྕེའི་རྣམ་ཤེས་, wylie: lce’i rnam-shes     | kínai: 舌識                                       | Íz(ek)              | Ízlelés                                                                 | Nyelv |                                                                         |
| V. Test-tudatosság | kaja-vidzsnyána                                   | ༥ tibeti: ལུས་ཀྱི་རྣམ་ཤེས་, wylie: lus-kyi rnam-shes | kínai: 身識                                       | Érinthető tárgy(ak) | Érintés                                                                 | Test |                                                                         |
| VI. Tudat-tudatosság | mano-vidzsnyána                                   | ༦ tibeti: ཡིད་ཀྱི་རྣམ་ཤེས་, wylie: yid-kyi rnam-shes | kínai: 意識                                       | Gondolat(ok)        | Gondolkodás                                                             | Tudat |                                                                         |
| VII. A hetedik tudatosság az egyenes kogníció alapján történik ötvözve a következtetési kognícióval,, amely csak a jógácsára iskolára jellemző. | VII. Megtévesztett tudatosság                     | Mana, klista-mana                               | ༧ tibeti: ཉོན་ཡིད་རྣམ་ཤེས་, wylie: nyon-yid rnam-shes | kínai: 末那識       | Önző                                                                    | Zavaró érzelmek vagy negatív hozzáállás (szanszkrit: klésák) = tibeti: ཉོན་མོངས་, wylie: nyon-mongs = Magyarul: "zavaró érzelmek" | Tudat                                                                   |
| VIII. A nyolcadik tudatosság a következtető kogníció alapján történik, amely csak a jógácsára iskolára jellemző. | VIII. Mindent magába foglaló, alapvető tudatosság | álája-vidzsnyána, bídzsa-vidzsnyána             | ༨ tibeti: ཀུན་གཞི་རྣམ་ཤེས་, wylie: kun-gzhi rnam-shes | kínai: 阿賴耶識,    | Emlék(ek)                                                               | Visszafelé mutató tudatosság | Tudat                                                                   |

## Ajánlott irodalom
- Schmithausen, Lambert (1987). Ālayavijñāna. On the Origin and Early Development of a Central Concept of Yogācāra Philosophy. 2 vols. Studia Philologica Buddhica, Monograph Series, 4a and 4b, Tokyo.
- Waldron, William, S. (2003). The Buddhist Unconscious: The Ālaya-vijñāna in the Context of Indian Buddhist Thought, London, RoutledgeCurzon.